# Ecdrepta phaeoxysta
Ecdrepta phaeoxysta är en fjärilsart som beskrevs av Turner 1936. Ecdrepta phaeoxysta ingår i släktet Ecdrepta och familjen plattmalar. Inga underarter finns listade i Catalogue of Life.